# کوری کاگدل
کوری کاگدل (انگلیسی: Corey Cogdell؛ زادهٔ ۲ سپتامبر ۱۹۸۶) تیرانداز زن اهل ایالات متحده آمریکا است.
وی در مسابقات کشوری و بین‌المللی در مجموع برندهٔ ۳ مدال طلا، ۱ مدال نقره، ۶ مدال برنز شده‌است.